# 萨洛机车库艺术博物馆

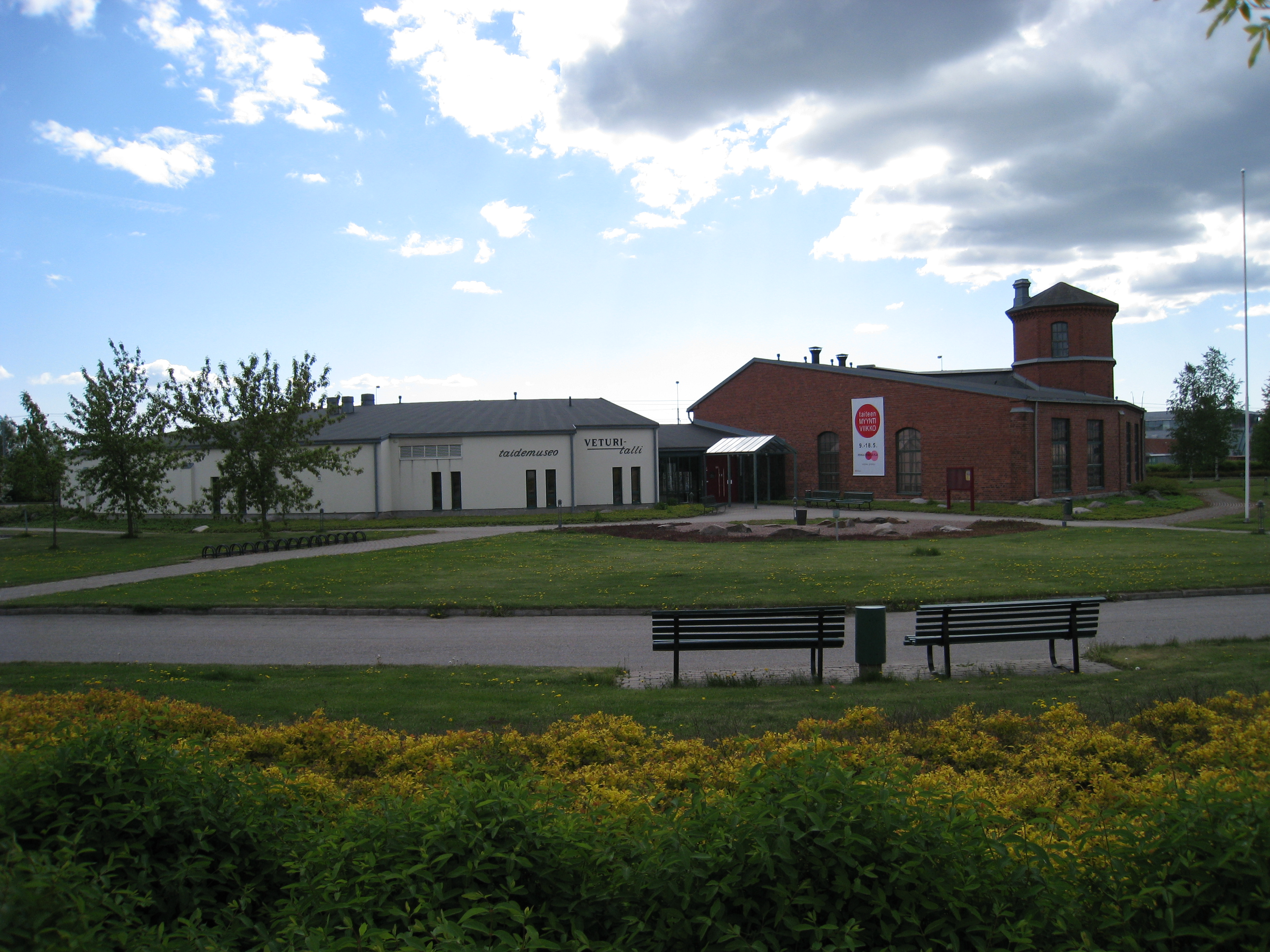
萨洛机车库艺术博物馆

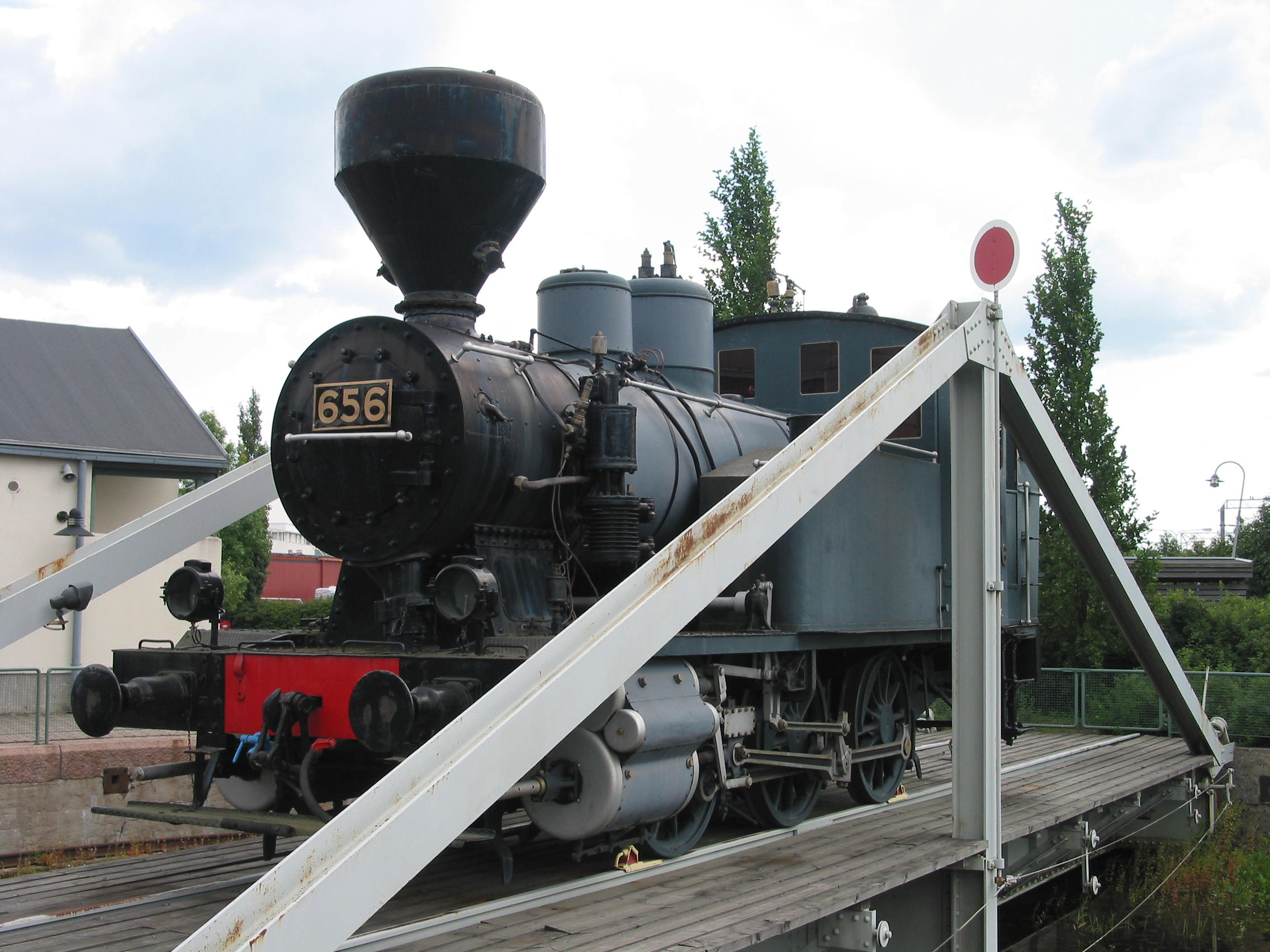
原转盘处的机车

萨洛机车库艺术博物馆（芬蘭語：Salon taidemuseo Veturitalli）是芬兰芬兰本部区萨洛市的市立艺术博物馆，其场馆为旧扇形車庫及旁边新建的附属建筑，开馆于1998年。
原机车库建于1898-1899年间，为新文艺复兴风格，共两个车位，并带有水塔。机车库在多个阶段得到扩展，1935年建成了第四个车库。最后机车库得到修建并扩展为博物馆用途。博物馆院子里原转盘处有一个旧机车。